# Samuel A. Cook

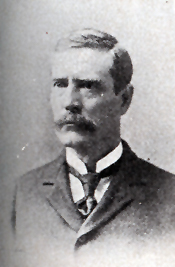
Samuel A. Cook

Samuel Andrew Cook (* 28. Januar 1849 in Ontario, Kanada; † 4. April 1918 in Neenah, Wisconsin) war ein US-amerikanischer Politiker. Zwischen 1895 und 1897 vertrat er den Bundesstaat Wisconsin im US-Repräsentantenhaus.

## Werdegang
Bereits im Jahr 1856 kam Samuel Cook mit seinen Eltern in das Calumet County in Wisconsin, wo er die öffentlichen Schulen besuchte. Während des Bürgerkrieges diente er im Heer der Union. Dabei stand er zeitweise unter dem Kommando von George Armstrong Custer. Nach dem Krieg lebte Cook bis 1872 auf einer Farm im Calumet County. In diesem Jahr zog er in das Marathon County, wo er als Geschäftsmann arbeitete. 1881 ließ er sich im Neenah im Winnebago County nieder. Dort begann er als Mitglied der Republikanischen Partei eine politische Laufbahn.
1889 wurde Cook zum Bürgermeister von Neenah gewählt. In den Jahren 1891 und 1892 war er Abgeordneter in der Wisconsin State Assembly. 1892 nahm er auch als Delegierter an der Republican National Convention in Minneapolis teil, auf der US-Präsident Benjamin Harrison zur Wiederwahl nominiert wurde. Bei den Kongresswahlen des Jahres 1894 wurde er im sechsten Wahlbezirk von Wisconsin in das US-Repräsentantenhaus in Washington, D.C. gewählt, wo er am 4. März 1895 die Nachfolge von Owen A. Wells antrat. Da er im Jahr 1896 auf eine weitere Kandidatur verzichtete, konnte er bis zum 3. März 1897 nur eine Legislaturperiode im Kongress absolvieren.
In den Jahren 1897 und 1907 kandidierte er erfolglos für den US-Senat. 1915 und 1916 leitete Cook die Wisconsin-Sektion der Veteranenvereinigung Grand Army of the Republic. Beruflich arbeitete er in diesen Jahren in der Papierherstellung. In dieser Branche brachte er es bis zum Präsidenten der Alexandria Paper Company, die in Alexandria (Indiana) ansässig war. Samuel Cook starb am 4. April 1918 in Neenah.